# KunstHausWien
KunstHausWien – muzeum w Wiedniu w 3. dzielnicy Landstrasse, zaprojektowane przez artystę austriackiego Friedensreicha Hundertwassera. Znajduje się przy ul. Unteren Weißgerberstraße 13. 
Muzeum o powierzchni 1600 m², obejmuje stałą ekspozycję prac Hundertwassera, oraz prezentuje czasowe wystawy poświęcone innym artystom. 
Muzeum powstało w budynku dawnej fabryki mebli Thoneta. Koncept i projekt przebudowy zainicjował Hundertwasser, projekt architektoniczny opracował Peter Pelikan, przebudowała nastąpiła w latach 1989 do 1991. Oficjalne otwarcie miało miejsce 9 kwietnia 1991.
Budynek muzeum reprezentuje typowy styl Hundertwassera: nierówne linie, nierówne podłogi, fasada udekorowana kolorowymi mozaikami, rośliny stanowią integralną część budynku. 
We foyer znajduje się fontanna projektu Hansa Muhra.  
Na parterze znajduje się restauracja przypominająca ogród zimowy, której integralną częścią jest obfita roślinność. 
Około 400 metrów od KunstHausWien, przy Kegelgasse 34–38, znajduje się wybudowany w 1985 roku Hundertwasserhaus, dom mieszkalny według projektu Hundertwassera.

## Literatura
- Friedensreich Hundertwasser: KunstHaus Wien / Hundertwasser. Taschen Verlag, Köln 1999, ISBN 3-8228-6613-X